# Club Sportivo América
Club Sportivo América was een Braziliaanse voetbalclub uit de stad São Paulo in de staat São Paulo.

## Geschiedenis
De club was de opvolger van CA Sílex. De club speelde in 1930 en 1931 in de hoogste klasse van het Campeonato Paulista.